# Symplecta polycantha
Symplecta polycantha är en tvåvingeart som först beskrevs av Alexander 1945.  Symplecta polycantha ingår i släktet Symplecta och familjen småharkrankar. Inga underarter finns listade i Catalogue of Life.